# Escudo papal
Desde Inocencio III, cada papa de la Iglesia católica ha tenido su propio escudo papal o pontificio, que ha servido como insignia de su papado.
Todos los escudos papales habían contenido la tiara entre sus atributos y, desde el pontificado de Bonifacio VIII (1294), las dos llaves cruzadas (símbolo de la potestad dada por Cristo a san Pedro), hasta que Benedicto XVI alteró esta costumbre heráldica sustituyendo la tiara por la mitra y el palio.
El papa Francisco mantuvo la mitra en sustitución de la tiara, pero eliminó el palio de Benedicto XVI. A su vez, Francisco cambió la forma del escudo, eligiendo el modelo denominado «español». Benedicto XVI había elegido la forma de «cáliz» (con la parte superior ligeramente curvada hacia abajo). También incluyó, por primera vez en la historia, un lema: Miserando atque eligendo (en español, «Lo miró con misericordia y lo eligió»).
Las llaves representan el poder temporal (plateada) y celestial (dorada) inherente al papado, haciendo referencia, al párrafo del evangelio según san Mateo Cap. 16, Vers. 18-19:

«Tu eres Pedro (piedra) y sobre esta piedra edificare mi Iglesia, y las puertas del infierno no prevalecerán sobre ella, Yo te daré las llaves del Reino de los Cielos. Todo lo que ates en la tierra, quedará atado en el cielo, y todo lo que desates en la tierra, quedará desatado en el cielo».
Evangelio de Mateo

De esta manera, en la heráldica eclesiástica, las llaves simbolizan la autoridad espiritual del papa como vicario de Cristo en la Tierra.

## Escudos papales

### SigloXII
| Papa                                      | Pontificado | Escudo | Blasón                                                                       | Nota                        |
| ----------------------------------------- | ----------- | ------ | ---------------------------------------------------------------------------- | --------------------------- |
| Inocencio III Lothario dei Conti di Segni | 1198-1216   |        | De gules, águila exployada jaquelada de sable y oro, picada y armada en oro. | Armas de los Conti di Segni |

### SigloXIII
| Papa                                    | Pontificado | Escudo | Blasón | Nota                                                     |
| --------------------------------------- | ----------- | ------ | --- | -------------------------------------------------------- |
| Honorio III Censio Savelli              | 1216-1227   |        | De gules, dos bandas de oro, un jefe de plata con dos leones afrontados sosteniendo una rosa sumada de un ave posada, todos ellos de gules, y sostenidos por un filete de sinople. | Armas de la familia Savelli                              |
| Gregorio IX Ugolino dei Conti di Segni  | 1227-1241   |        | De gules, águila exployada jaqueada en sable y oro, picada y armada en oro. | Armas de los Conti di Segni Primo de Inocencio III       |
| Celestino IV Goffredo Castiglioni       | 1241-1243   |        | De gules, un león de oro sosteniendo en su pata siniestra una torre de oro mazonada y aclarada en sable.                                                                           | Armas de la familia Castiglioni                          |
| Inocencio IV Sinibaldo Fieschi          | 1243-1254   |        | Bandado de plata y azur. | Armas de la familia Fieschi                              |
| Alejandro IV Rinaldo dei Conti di Segni | 1254-1261   |        | De gules, águila exployada jaqueada en sable y oro, picada y armada en oro. | Armas de los Conti di Segni Sobrino de Gregorio IX       |
| Urbano IV Jacques de Court-Palais       | 1261-1264   |        | Cuartelado, el 1.º y 4.º de azur con una flor de lis de oro y el 2.º y 3.º de plata con la rosa de gules.                                                                          |                                                          |
| Clemente IV Gui Foucois                 | 1265-1268   |        | De plata, un águila gules empietando un dragón de sinople. |                                                          |
| Gregorio X Teobaldo Visconti            | 1271-1276   |        | De azur, el jefe enclavado de 4 piezas de oro. |                                                          |
| Inocencio V Pierre de Tarentaise        | 1276        |        | De oro, dos vergetas de azur acompañadas de nueve flores de lis de azur puestas 3, 3 y 3.                                                                                          |                                                          |
| Adriano V Ottobuono Fieschi             | 1276        |        | Banda con plata y azur. | Armas de la familia Fieschi Sobrino de Inocencio IV      |
| Juan XXI Pedro Julião                   | 1276-1277   |        | Cuartelado, 1.º y 4.º de plata con tres crecientes de gules, y el 2.º y 3.º en sable con dos palos de oro.                                                                         |                                                          |
| Nicolás III Giovanni Orsini             | 1277-1281   |        | Bandas de gules y plata, sostienen una banda de oro cargada con una anguila sinuosa de azur, el jefe de plata cargado con una rosa de gules.                                       | Armas de la familia Orsini                               |
| Martín IV Simon de Brion                | 1281-1285   |        | De plata con una banda verada invertida en oro y gules. |                                                          |
| Honorio IV Giacomo Savelli              | 1285-1287   |        | De gules, dos bandas de oro, un jefe de plata con dos leones afrontados sosteniendo una rosa sumada de un ave posada, todos ellos de gules, y sostenidos por un filete de sinople. | Armas de la familia Savelli Sobrino nieto de Honorio III |
| Nicolás IV Girolamo Masci               | 1288-1292   |        | De plata con una banda de azur acompañada por dos estrellas del mismo, una jefe y otra en punta, el jefe de azul con tres flores de lis de oro.                                    |                                                          |
| Sede Vacante                            | 1292-1294   |        | |                                                          |
| Celestino V Pietro Angelerio            | 1294        |        | De oro, un león de azur y brochante una banda de gules. |                                                          |
| Bonifacio VIII Beneddetto Caetani       | 1294-1303   |        | De oro, dos bandas gemelas onduladas de azur. | Armas de la familia Gaetani                              |

### SigloXIV
| Papa                                                    | Pontificado | Escudo | Blasón | Nota                                           |
| ------------------------------------------------------- | ----------- | ------ | --- | ---------------------------------------------- |
| Benedicto XI Niccolo Boccasini                          | 1303-1304   |        | Partido de plata y sable. | Son las armas primitivas de la Orden Dominica. |
| Clemente V Raymond de Got                               | 1305-1314   |        | De oro con tres fajas de gules. |                                                |
| Juan XXII Jacques Dueze                                 | 1316-1334   |        | Cuartelado, el 1.º y 4.º de oro con un león de azur acompañado por doce besantes de gules puestos en orla y 2.º y 3.º de gules con dos fajas de oro.                             |                                                |
| Benedicto XII Jacques Fournier                          | 1334-1342   |        | De plata, una bordura de gules |                                                |
| Clemente VI Pierre Roger                                | 1342-1352   |        | De plata, una banda azur acompañada de seis rosas de gules botonadas de oro, tres en jefe y tres en punta                                                                        |                                                |
| Inocencio VI Étienne Aubert                             | 1352-1362   |        | De gules, un león de oro armado y linguado de azur, y brochante una banda en azur y un jefe de gules cargado con tres vieiras de plata, sostenido por una faja en divisa de azur |                                                |
| Urbano V Guillaume de Grimoard                          | 1362-1370   |        | De gules, un jefe encajado de oro, de cuatro piezas |                                                |
| Gregorio XI Pierre de Beaufort                          | 1371-1378   |        | De plata con una banda azur acompañada de seis rosas de gules abotonadas de oro, tres en jefe y tres en punta.                                                                   |                                                |
| Urbano VI Partolomeo Prignano                           | 1378-1389   |        | De oro, un águila de azur. |                                                |
| Antipapa (Aviñón) Clemente VII Robert de Geneve         | 1378-1394   |        | Equipolado de oro y azur. |                                                |
| Bonifacio IX Pietro Tornacelli                          | 1389-1404   |        | De gules, una banda jaqueada de plata y azur. | Armas de la familia Tomacelli                  |
| Antipapa (Aviñón) Benedicto XIII Pedro Martínez de Luna | 1394-1417   |        | Cortado de gules, con un creciente ranversado de plata, y de plata. |                                                |

### SigloXV
| Papa                                         | Pontificado | Escudo | Blasón | Nota                                    |
| -------------------------------------------- | ----------- | ------ | --- | --------------------------------------- |
| Inocencio VII Cossimo Migliorati             | 1404-1406   |        | De oro, una banda de azur cargada con un cometa de oro y acompañada de dos cotizas de azur. |                                         |
| Gregorio XII Angelo Correr                   | 1406-1415   |        | Escudo opuesto de plata y azur. |                                         |
| Antipapa (Pisa) Alejandro V Petros Philárges | 1409-1410   |        | De azur, un sol figurado de siete rayos ondulantes de oro que intercalan siete estrellas de lo mismo.                                                                                          |                                         |
| Antipapa (Pisa) Juan XXIII Baldassarre Cossa | 1410-1415   |        | Cortado, de gules con una pierna de carnación en el primero y de púrpura con tres bandas plata en segundo, todo ello con una bordura dentada en oro.                                           |                                         |
| Martín V Oddone Colonna                      | 1417-1431   |        | De gules, una columna de plata coronada de oro. | Armas de la familia Colonna             |
| Eugenio IV Gabriele Condulmer                | 1431-1447   |        | De azur, banda de plata. | Armas de la familia Condulmer           |
| Antipapa Félix V Amadeo de Saboya            | 1439-1449   |        | De gules, una cruz de plata. | Armas del conde de Saboya               |
| Nicolás V Tomasso Parentucelli               | 1447-1455   |        | De gules, dos llaves de plata puestas sotuer y atadas a un cordón de plata. |                                         |
| Calixto III Alfonso de Borja                 | 1455-1458   |        | De oro un buey pacente de gules en una campiña de sinople y una bordura de oro cargada con ocho racimos de hierba de sinople.                                                                  | Armas de la familia Borja               |
| Pío II Enea Piccolomini                      | 1458-1464   |        | De plata, una cruz de azur cargada con cinco crecientes de oro. | Armas de la familia Piccolomini         |
| Paulo II Pietro Barbo                        | 1464-1471   |        | De azur, un león de plata con una cotiza de oro brochante sobre todo. |                                         |
| Sixto IV Francesco della Rovere              | 1471-1484   |        | De azur, un roble arrancado, hojado y frutado de oro con cuatro ramas cruzadas en doble sotuer.                                                                                                | Armas de la familia Della Rovere        |
| Inocencio VIII Giovanni Cybo                 | 1484-1492   |        | De gules con una banda jaqueada de plata y azur, un jefe de plata con una cruz de gules. | Armas de la familia Cybo                |
| Alejandro VI Rodrigo de Borja                | 1492-1503   |        | Partido, el 1.º de oro, con un buey pacente de gules en una campiña de sinople y una bordura de oro cargada con ocho racimos de hierba de sinople, y 2.º fajado en oro y sable de seis piezas. | Ducado de Gandía Sobrino de Calixto III |

### SigloXVI
| Papa                                | Pontificado | Escudo | Blasón | Nota                                                 |
| ----------------------------------- | ----------- | ------ | --- | ---------------------------------------------------- |
| Pío III Francesco Piccolomini       | 1503        |        | De plata, una cruz de azur cargada con cinco crecientes de oro. | Armas de la familia Piccolomini Sobrino de Pío II    |
| Julio II Giuliano della Rovere      | 1503-1513   |        | De azur, un roble arrancado, hojado y frutado de oro con cuatro ramas cruzadas en doble sotuer. | Armas de la familia Della Rovere Sobrino de Sixto IV |
| León X Giovanni de Médici           | 1513-1521   |        | De oro seis roeles en orla, cinco de gules y el del jefe de azur cargado con tres flores de lis de oro. | Armas de la familia Médici                           |
| Adriano VI Adriaan Boeyens          | 1522-1523   |        | Cuartelado, 1.º y 4.º de oro con tres trampas para lobos de sinople, y 2.º y 3.º de plata con un león de sable coronado en oro. |                                                      |
| Clemente VII Giulio de Médici       | 1523-1534   |        | De oro, seis roeles en orla, cinco de gules y el del jefe de azur cargado con tres flores de lis de oro. | Armas de la familia Médici Primo de León X           |
| Paulo III Alessandro Farnesio       | 1534-1549   |        | De oro, seis flores de lis de azur puestas 3, 2 y 1. | Armas de la familia Farnesio                         |
| Julio III Giovanni Ciocchi          | 1550-1555   |        | De azur, una banda de gules perfilada de oro y cargada de tres montes de oro de tres cimas, acompañadas de dos guirnaldas de oro, una a cada lado. |                                                      |
| Marcelo II Marcello Cervini         | 1555        |        | De azur, una cierva de oro acostada en una terraza de sinople acompañada por nueve espigas de trigo de oro dispuestas en abanico. |                                                      |
| Paulo IV Gian Pietro Carafa         | 1555-1559   |        | De gules con tres fajas de plata. | Armas de la familia Carafa                           |
| Pío IV Giovanni Angelo Médici       | 1559-1565   |        | De oro, seis roeles en orla, todo de gules. | Armas de la familia Médici                           |
| Pío V Antonio Ghislieri             | 1566-1572   |        | Bandas de oro y gules. | Armas de la familia Ghislieri                        |
| Gregorio XIII Ugo Boncompagni       | 1572-1585   |        | De gules, un dragón de oro con el vuelo alzado, cercenado y ensangrentado. | Armas de la familia Buoncompagni                     |
| Sixto V Felice Peretti              | 1585-1590   |        | De azur, un león de oro armado y lampasado de gules sosteniendo con en su pata delantera diestra una rama de oro de tres piezas, una cotiza de gules cargada en el jefe de una estrella de oro y en la base un monte de tres cimas de plata colocado en dirección a la cotiza. |                                                      |
| Urbano VII Giovanni Castagna        | 1590        |        | Bandas de plata y gules, sosteniendo una divisa de oro, un jefe de gules, cargado con una rama de castaño de oro con fruto y hojas. | Armas de la familia Castagna                         |
| Gregorio XIV Niccolo Sfondrati      | 1590-1591   |        | Cuartelado, el 1.º y 4.º de oro con una banda enclavada de tres piezas de azur cargada con una cotiza de plata y acompañada por dos estrellas de azur, una a cada lado, y 2.º y 3.º de plata con un árbol arrancado de sinople y terrasado de lo mismo.                        |                                                      |
| Inocencio IX Giovanni Facchinetti   | 1591        |        | De plata, un nogal arrancado al natural |                                                      |
| Clemente VIII Ippolito Aldobrandini | 1592-1605   |        | De azur, una banda enclavada de oro de cuatro piezas, acompaña de tres estrellas de oro a cada lado puestas en banda. | Armas de la familia Aldobrandini                     |

### SigloXVII
| Papa                              | Pontificado | Escudo | Blasón | Nota                               |
| --------------------------------- | ----------- | ------ | --- | ---------------------------------- |
| León XI Alessandro de Médici      | 1605        |        | De oro, seis roeles puestos en orla, cinco gules y el del jefe de azur cargado con tres flores de lis de oro. | Armas de la familia Médici         |
| Paulo V Camillo Borghese          | 1605-1621   |        | Cortado, de oro con águila de sable corona en oro y de azur con un dragón de oro. | Armas de la familia Borghese       |
| Gregorio XV Alessandro Ludovisi   | 1621-1623   |        | Cortado, de gules con tres cotizas de oro, y de gules. | Armas de la familia Ludovisi       |
| Urbano VIII Maffeo Barberini      | 1623-1644   |        | De azur con tres abejas de oro. | Armas de la familia Barberini      |
| Inocencio X Giovanni Pamphili     | 1644-1655   |        | De gules, una paloma de plata sosteniendo en su pico una rama de olivo de sinople y un jefe de azur con tres flores de lis de oro separadas por dos verguetas de gules.                                                    | Armas de la familia Doria Pamphili |
| Alejandro VII Fabio Chigi         | 1655-1667   |        | Cuartelado: 1.º y 4.º de azur, un roble arrancado, hojado y frutado de oro con cuatro ramas cruzadas en doble sotuer y, 2.º y 3.º de gules, un monte moviente de seis cimas de oro surmontado de una estrella de lo mismo. | Armas de la familia Chigi          |
| Clemente IX Giulio Rospigliosi    | 1667-1669   |        | Cuartelado: En oro y azur, cuatro losanges del uno en el otro. | Armas de la familia Rospigliosi    |
| Clemente X Emilio Altieri         | 1670-1676   |        | De azur, seis estrellas de seis puntas de plata dispuestas en 3:2:1; bordura encajada de primero y segundo. | Armas de la familia Altieri        |
| Inocencio XI Benedetto Odescalchi | 1676-1689   |        | De plata, tres burelas de gules acompañadas de un león pasante de lo mismo en la primera y de seis navetas de gules puestas 3, 2 y 1 en el resto, el jefe de oro, un águila de sable coronada de oro.                      | Armas de la familia Odescalchi     |
| Alejandro VIII Pietro Ottoboni    | 1689-1691   |        | Cortado, 1.º de oro, un águila bicéfala de sable, armada y lampasada de gules y coronada de oro y 2.º tronchado de azur y sinople con una banda brochante de plata.                                                        | Armas de la familia Ottoboni       |
| Inocencio XII Angelo Pignatelli   | 1691-1700   |        | De oro, tres ollas de sable. | Armas de la familia Pignatelli     |

### SigloXVIII
| Papa                                           | Pontificado | Escudo | Blasón | Nota                                                      |
| ---------------------------------------------- | ----------- | ------ | --- | --------------------------------------------------------- |
| Clemente XI Giovanni Albani                    | 1700-1721   |        | De azur, una faja acompañada en jefe de una estrella de ocho rayos y en punta de un monte moviente de tres cimas, todo de oro. | Armas de la familia Albani                                |
| Inocencio XIII Michelangelo dei Conti di Segni | 1721-1724   |        | De gules, águila exployada jaqueada en sable y oro, picada y armada en oro, surmontada con una corona abierta de oro. | Escudo de los Conti di Segni                              |
| Benedicto XIII Pierfrancesco Orsini            | 1724-1730   |        | Partido: 1.º bandas de gules y plata, sostienen una banda de oro cargada con una anguila sinuosa de sinople, el jefe de plata cargado con una rosa de gules botonada en oro (armas de la familia Orsini); 2.º de azur, una torre en plata de tres platas, mazonada y aclarada en sable y terrasada de sinople; un jefe de plata mantelado de sable, cargado con un perro de plata, echado sobre un libro cerrado, con la cabeza contornada, que sujeta en su boca una antorcha encendida y surmontado por una corona antigua de oro que encierra un ramo de lirios floridos de tres piezas al natural en banda y una rama de palma de sinople en barra, todo surmontado por una estrella de plata (escudo de la Orden Dominica) |                                                           |
| Clemente XII Lorenzo Corsini                   | 1730-1740   |        | Bandas de plata y gules, y una faja de azur brochante sobre todo. | Armas de la familia Corsini                               |
| Benedicto XIV Prospero Lambertini              | 1740-1758   |        | De oro, tres palos de gules. |                                                           |
| Clemente XIII Carlo di Rezzonico               | 1758-1769   |        | Cuartelado, 1.º de gules, una cruz de plata, 2.º y 3.º de azur, una torre de tres platas almenadas surmontado, mazonada y aclarada de sable, 4.º barrado de gules y plata, sobre todo, un escudete de oro con el águila bicéfala de sable membrada y picada de plata y coronada de oro, el escudete también coronado de oro. | Armas de la familia Rezzonico                             |
| Clemente XIV Giovanni Ganganelli               | 1769-1774   |        | De azur, una faja de gules acompañado en jefe de tres estrellas de oro presentadas en faja y en punta un monte moviente de tres cimas de oro y un jefe de azur con el símbolo de los franciscanos: dos brazos en carnación puestos en sotuer surmontado por una cruz de sable. | Emblema de los Hermanos franciscanos menores conventuales |
| Pío VI Angelo Braschi dei Bandi                | 1775-1799   |        | De gules, Céfiro (dios griego del viento del oeste) de plata que sopla, desde la diestra con un viento figurado de plata, sobre un ramo de lirios floridos al natural en una llanura de sinople, un jefe de plata con tres estrellas de oro. | Armas de la familia Braschi                               |

### SigloXIX
| Papa                             | Pontificado | Escudo | Blasón | Nota                                                     |
| -------------------------------- | ----------- | ------ | --- | -------------------------------------------------------- |
| Pío VII Barnaba Chiaramonti      | 1800-1823   |        | Partido, 1.º en azur, cruz de patriarcal posada en un monte moviente de tres cumbres con las tres letras PAX brochado sobre todo, todo ello de oro (emblema de la Orden de San Benito), y 2.º tronchado de oro y azur con una banda de plata cargada con tres cabezas de moro animadas de sable y tortilladas de plata, un jefe de azur con tres estrellas de oro mal ordenadas | Emblema de la Orden de San Benito                        |
| Leon XII Annibale della Genga    | 1823-1829   |        | De azur, un águila exployada de oro y coronado de lo mismo. |                                                          |
| Pío VIII Franceso Castiglione    | 1829-1830   |        | De gules, un león de plata sosteniendo en su pata siniestra una torre de oro mazonada y aclarada en sable. | Armas de la familia Castiglione Pariente de Celestino IV |
| Gregorio XVI Bartolomeo Capelari | 1831-1846   |        | Partido, 1.º de azur con un cáliz de oro surmontado por un cometa ondeante del mismo y acompañado de dos palomas enfrentadas en plata (Orden de la Camáldula) y 2.º cortado: de azur con un capelo de sacerdote de sable y de plata con un jefe de gules cargado con tres estrellas de oro                                                                                      | Emblema de la Orden de la Camáldula                      |
| Pio IX Giovanni Mastai-Ferretti  | 1846-1878   |        | Cuartelado, 1.º y 4.º de azur, un león coronado descansando su pata trasera izquierda en un besante, todo en oro (familia Mastai); y 2.º y 3.º de plata con dos bandas de gules (familia Ferretti) |                                                          |
| León XIII Gioacchino Pecci       | 1878-1903   |        | De azur, un ciprés de sinople plantado en una terraza de lo mismo acompañado de dos flores de lis de plata y en el cantón derecho un cometa de oro colocado en barra, una faja brochante de plata. |                                                          |

### SigloXX
| Papa                              | Pontificado | Escudo | Blasón | Nota |
| --------------------------------- | ----------- | ------ | --- | --- |
| Pío X Giuseppe Sarto              | 1903-1914   |        | De azur, un ancla de sable posada sobre un mar de plata y azur surmontada con una estrella de oro, un jefe de plata con el león de oro leopardado alado y nimbado, sosteniendo con la pata anterior derecha un evangelio abierto con el texto «PAX TIBI MARCE EVANGELISTA MEUS», todo de oro y letras de sable.                                            | En el jefe el león de san Marcos, por haber sido patriarca de Venecia                                                                     |
| Benedicto XV Giacomo della Chiesa | 1914-1922   |        | Tronchado de azur y oro, una iglesia con la torre a la siniestra, de plata, techada de gules y el jefe de oro, un águila exployada moviente de sable y lampasada de gules. | Armas parlantes: De la Iglesia (Della Chiesa)                                                                                             |
| Pío XI Achille Ratti              | 1922-1939   |        | Cortado, 1.º de oro con un águila de sable y 2.º de plata con tres roeles de gules. | |
| Pio XII Eugenio Pacelli           | 1939-1958   |        | De azur, una paloma de plata con cabeza volteada que sostiene una rama de olivo de sinople y que está colocada sobre una montaña de plata de tres cimas que descansa sobre una terraza sinople surmontada sobre un mar ondulado de plata y azur. | Armas parlantes: Pacelli = Pax coeli (paz en el cielo): paloma con olivo                                                                  |
| Juan XXIII Angelo Roncalli        | 1958-1963   |        | De gules, una faja de plata, una torre de plata mazonada y aclarada de sable brochante sobre todo, acompañada en jefe de dos flores de lis de lo mismo, jefe de plata con un león leopardado alado y nimbado, sosteniendo con la pata anterior derecha un evangelio abierto con el texto «PAX TIBI MARCE EVANGELISTA MEUS», todo de oro y letras de sable. | En el jefe el león de san Marcos, por haber sido patriarca de Venecia                                                                     |
| Pablo VI Giovanni Montini         | 1963-1978   |        | De gules, un monte de seis cimas de plata moviente surmontado de tres flores de lis de lo mismo mal ordenadas. | Armas parlantes: Montini (montes) (detalles)                                                                                              |
| Juan Pablo I Albino Luciani       | 1978        |        | De azur, un monte moviente de plata con seis picos, surmontado de tres estrellas de oro de cinco puntas mal ordenadas, jefe de plata con un león leopardado alado y nimbado, sosteniendo con la pata anterior derecha un evangelio abierto de oro con el texto «PAX TIBI MARCE EVANGELISTA MEUS», todo de oro y letras de sable.                           | En el jefe el león de san Marcos, por haber sido patriarca de Venecia. Escudo basado en el de sus dos predecesores: Juan XXIII y Pablo VI |
| Juan Pablo II Karol Wojtyła       | 1978-2005   |        | De azur, una cruz de oro desplazada al cantón diestro y con la letra «M» de oro en el cantón siniestro de la punta. | |

### SigloXXI
| Papa                            | Pontificado   | Escudo | Blasón | Nota                                                                  |
| ------------------------------- | ------------- | ------ | --- | --------------------------------------------------------------------- |
| Benedicto XVI Joseph Ratzinger  | 2005-2013     |        | De gules, cortinado curvado alzado de oro con una vieira de oro en punta, a la diestra, una cabeza de negro de sable, coronado, acollado y labios de gules; y anillado de oro, a la siniestra, un oso de sable puesto en banda, lampasado y cargado de gules con cuerdas en sotuer de sable. | La cabeza de negro representa a la Arquidiócesis de Múnich y Frisinga |
| Francisco Jorge Mario Bergoglio | 2013-2025     |        | De azur un sol figurado de 32 radios de oro, cargado con el monograma de IHS (monograma de Cristo o cristograma), cuya H está surmontada con una cruz patada con el pie atascado en la barra horizontal de H, todo él gules, y tres clavos de sable en puntas, puestos sucesivamente en banda, palo y barra (emblema de la Compañía de Jesús), acompañado de una estrella de oro en el cantón diestro y una flor de nardo del mismo, vertida y puesta en barra, en el cantón siniestro de la punta. Lema: «Miserando atque eligendo» («Y mirándolo con misericordia, lo eligió»)» | Emblema de la Compañía de Jesús (detalles)                            |
| León XIV Robert Francis Prevost | 2025-presente |        | Tajado: 1.º, de azur, una flor de lis de plata; 2.º, de blanco, un corazón ardiente de gules atravesado por una flecha en barra de lo mismo, sostenido por un libro cerrado al natural (emblema de la Orden de San Agustín). Lema: «In Illo Uno unum» («En Aquel [que es] Uno, somos uno») | Emblema de la Orden de San Agustín                                    |

## Emblemas relacionados con el papado

Emblema de la Santa Sede
Escudo de la Santa Sede
Escudo de la Ciudad del Vaticano
Emblema de la Santa Sede en sede vacante